# Asplenium eberhardtii
Asplenium eberhardtii är en svartbräkenväxtart som beskrevs av Tard.-blot. Asplenium eberhardtii ingår i släktet Asplenium och familjen Aspleniaceae. Inga underarter finns listade.